# Wilcoxia
Wilcoxia is een vliegengeslacht uit de familie van de roofvliegen (Asilidae).

## Soorten
- W. cinerea James, 1941
- W. martinorum Wilcox, 1972
- W. monae Wilcox, 1972
- W. painteri Wilcox, 1972
- W. pollinosa Wilcox, 1972